# ジョン・セシル (第4代エクセター伯爵)
第4代エクセター伯爵ジョン・セシル（John Cecil, 4th Earl of Exeter、1628年 – 1678年2月1日）は、イングランド王国の貴族。ノーサンプトンシャー統監を務めた。

## 生涯
第3代エクセター伯爵デイヴィッド・セシルと妻エリザベス（1688年3月24日埋葬）の息子として、1628年に生まれ、同年10月26日にラトランド州ケットンで洗礼を受けた。1643年4月18日に父が死去すると、14歳で爵位を継承した。
イングランド王政復古とともに1660年よりノーサンプトンシャー統監を務めたが、1673年以降はノーサンプトンシャー東部のみ担当することとなった。
1678年2月1日にノーサンプトンシャーのスタンフォード（現リンカンシャーの一部）近くにあるバーリー・ハウスで死去、7日にスタンフォードのセント・マーティン教会に埋葬された。息子ジョンが爵位を継承した。

## 家族
1646年12月8日、フランシス・マナーズ（1630年12月2日 – 1669年12月2日、第8代ラトランド伯爵ジョン・マナーズの娘）と結婚、1男1女をもうけた。
- ジョン（1648年ごろ – 1700年8月29日） - 第5代エクセター伯爵[1]
- フランシス（1694年10月29日埋葬） - 1672年、第2代スキューダモア子爵ジョン・スキューダモア（英語版）と結婚、子供あり[2]

1670年1月24日、メアリー・フェイン（1639年 – 1681年10月22日埋葬、第2代ウェストモーランド伯爵マイルドメイ・フェインの娘、フランシス・パームズの未亡人）と再婚したが、2人の間に子供はいなかった。